# Бакуменко Данило Олександрович
Дани́ло Олекса́ндрович Баку́менко (народився 31 грудня 1918 в селі Деркачі, тепер місто Дергачі на Харківщині — 1998) — український поет, прозаїк, перекладач. Член Спілки письменників України (з квітня 1955), лауреат премії імені Павла Тичини. Член КПРС.
Батько науковця Бакуменка Валерія Даниловича (1945) і поета Бакуменка Олександра Даниловича (1953).

## Життєпис
Народився в родині лісника. В 1926–1936 навчався у Дергачівській середній школі № 1, де почав перші поетичні спроби. Закінчив філологічний факультет Харківського державного університету (1946) та редакторський факультет Військової політичної академії імені В. І. Леніна. (1952).
У перші дні Німецько-радянської війни добровільно пішов на фронт у складі Харківського студентського батальйону. Двічі поранений і тяжко контужений. Починав війну рядовим розвідником, а закінчив її капітаном на Далекому Сході у вересні 1945 року після перемоги над Японією.
Був військовим журналістом, працівником політичних відділів. У 1961 звільнився в запас у званні підполковника. Працював у Спілці письменників України директором Бюро пропаганди художньої літератури (1961–1967).

## Творчість

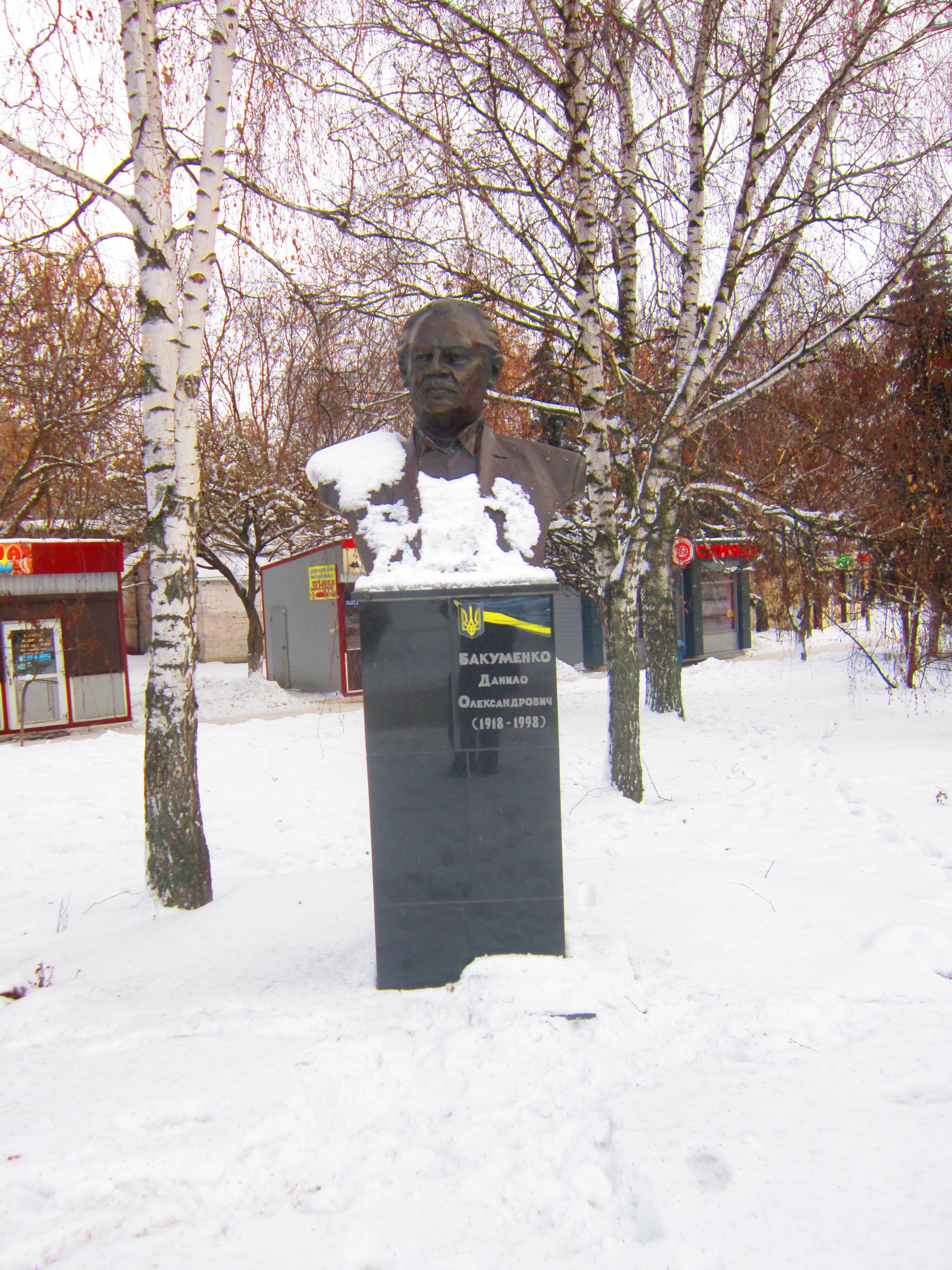
Пам'ятник Бакуменку у м. Дергачі.

Перший вірш Данила Бакуменка було надруковано в 1930 році у газеті «Пионерская правда» в перекладі російською мовою, коли він ще вчився в 4 класі Дергачівської школи № 1.
У 1939 в збірнику «Молодість» (видання Харківського державного університету) публікувалися вірші поета, витримані в манері народного епосу. В повоєнні десятиліття тема героїчного подвигу була головною.
Автор диптиха «У сяйві Леніна»: «побратимство всіх народів, і мир, і праця, і любов, і мрії, вірою зігріті…».
Вийшли збірки поезій: «На щастя землі» (1953), «Корінь життя» (1955), «Переможці Каспію» (1961), «Земля і зорі» (1963), «Зорецвіт» (1965), «Які в тебе очі?» (1966), «Обрії» (1968), «Вогпепад» (1973), «Обличчям до сонця» (1978), «Чую серце твоє» (1979), «Небояни» (1977), «Рейс життя» (1989), «Кардіограма мужності» (1998).

## Відзнаки
Нагороджений п'ятьма бойовими орденами та багатьма медалями.
У 2001 посмертно нагороджений премією імені Павла Тичини за останню збірку «Кардіограма мужності».

## Увічнення пам'яті
На честь Данила Бакуменка у його рідному місті Дергачі 4 жовтня 2018 року відкрито пам'ятник . Також на будівлі школи, де він навчався встановлено пам'ятну дошку .